# Associazione Calcio Perugia 2002-2003
Questa voce raccoglie le informazioni riguardanti l'Associazione Calcio Perugia nelle competizioni ufficiali della stagione 2002-2003.

## Stagione

Fabrizio Miccoli, capocannoniere della Coppa Italia 2002-2003 che vide il Perugia semifinalista.

La stagione 2002-2003 ha visto per il terzo anno consecutivo Serse Cosmi sulla panchina del club umbro. Tra i nuovi arrivi dal mercato ci sono stati i portieri Željko Kalac e Sebastiano Rossi, il centrocampista Roberto Baronio e l'attaccante Fabrizio Miccoli. In estate la squadra partecipa alla Coppa Intertoto, competizione da cui venne eliminata al terzo turno dai tedeschi dello Stoccarda (poi tra i vincitori finali del torneo). L'ossatura della squadra non è cambiata: Cosmi schiera i Grifoni sempre con il collaudato 3-5-2 con Miccoli seconda punta dietro a Vryzas, mentre Obodo a centrocampo sostituisce il partente Baiocco.
In campionato la squadra ha ripetuto quanto di buono fatto nelle ultime annate, conquistando un'agevole e tranquilla salvezza, chiudendo il campionato al 9º posto e qualificandosi nuovamente per l'Intertoto. Alla sua prima stagione giocata nella massima serie Miccoli è risultato tra le rivelazioni del torneo e con i suoi gol ha contribuito a importanti vittorie, tra cui quelle interne per (1-0) contro il Milan e la Roma, entrambe giunte nel girone di ritorno; è degno di nota anche il successo al Curi per (4-1) ai danni dell'Inter, arrivato alla fine del girone d'andata, il più ampio per scarto contro i nerazzurri.
Anche in Coppa Italia il Perugia si è mosso bene, dopo avere eliminato Sampdoria e Juventus, la formazione biancorossa arrivata in semifinale, dove il suo cammino si interrotto per mano del Milan (trionfatore finale dell'edizione); si è trattato del miglior risultato del club umbro nella storia della coppa nazionale. Miccoli si è rimesso in mostra, realizzando cinque reti nell'arco del torneo, che gli hanno permesso di vincere in solitaria il titolo di miglior marcatore della manifestazione (prima volta assoluta per un giocatore del Perugia).

## Divise e sponsor
Lo sponsor tecnico del Perugia per la stagione 2002-2003 fu la Galex, mentre lo sponsor ufficiale fu la Toyota.
| Casa |

## Organigramma societario
Area direttiva
- Presidente: Luciano Gaucci
- Vicepresidente: Riccardo Gaucci
- Amministratore delegato: Alessandro Gaucci
- Direttore Generale: Stefano Caira

Area organizzativa
- Direttore organizzativo: Roberto Regni
- Segretario generale: Ilvano Ercoli
- Team manager: Alberto Di Chiara

Area comunicazione
- Capo ufficio stampa: Paolo Meattelli
- Addetti stampa: Fabio Meattelli e Paolo Giovagnoni

Area tecnica
- Direttore sportivo: Fabrizio Salvatori
- Allenatore: Serse Cosmi
- Allenatore in seconda: Mario Palazzi

Area sanitaria
- Medico sociale: Giuliano Cerulli

## Rosa
| N. |                      | Ruolo | Calciatore              |
| -- | -------------------- | ----- | ----------------------- |
| 1  | Australia (bandiera) | P     | Željko Kalac            |
| 2  | Brasile (bandiera)   | D     | Zé Maria                |
| 3  | Italia (bandiera)    | D     | Mauro Milanese          |
| 4  | Italia (bandiera)    | C     | Giovanni Tedesco        |
| 6  | Italia (bandiera)    | D     | Sean Sogliano           |
| 7  | Italia (bandiera)    | P     | Michele Tardioli        |
| 8  | Italia (bandiera)    | C     | Manuele Blasi           |
| 9  | Italia (bandiera)    | A     | Nicola Amoruso          |
| 10 | Italia (bandiera)    | A     | Fabrizio Miccoli        |
| 11 | Italia (bandiera)    | D     | Fabio Grosso            |
| 12 | Italia (bandiera)    | P     | Fabio Fiorentini        |
| 13 | Italia (bandiera)    | C     | Roberto Baronio         |
| 14 | Belgio (bandiera)    | A     | Raphael Galeri          |
| 15 | Italia (bandiera)    | C     | Giovanni Sulcis         |
| 16 | Grecia (bandiera)    | D     | Kōnstantinos Loumpoutīs |
| 17 | Italia (bandiera)    | A     | Emanuele Berrettoni     |
| 18 | Italia (bandiera)    | C     | Luigi Pagliuca          |
| 19 | Nigeria (bandiera)   | C     | Christian Obodo         |

| N. |                    | Ruolo | Calciatore          |
| -- | ------------------ | ----- | ------------------- |
| 20 | Italia (bandiera)  | C     | Massimiliano Fusani |
| 22 | Italia (bandiera)  | D     | Marco Di Loreto     |
| 23 | Grecia (bandiera)  | A     | Zīsīs Vryzas        |
| 24 | Iran (bandiera)    | D     | Rahman Rezaei       |
| 25 | Italia (bandiera)  | D     | Luca Bisello Ragno  |
| 27 | Italia (bandiera)  | P     | Sebastiano Rossi    |
| 29 | Italia (bandiera)  | A     | Andrea Caracciolo   |
| 30 | Italia (bandiera)  | C     | Michele Boldrini    |
| 31 | Italia (bandiera)  | D     | William Viali       |
| 32 | Italia (bandiera)  | A     | Lorenzo Crocetti    |
| 34 | Brasile (bandiera) | D     | Tiago Calvano       |
| 44 | Italia (bandiera)  | C     | Fabio Gatti         |
| -  | Italia (bandiera)  | P     | Giuseppe Aprea      |
| -  | Romania (bandiera) | D     | Adrian Nalați       |
| -  | Italia (bandiera)  | D     | Fabio Pessia        |
| -  | Italia (bandiera)  | C     | Daniele Di Camillo  |
| -  | Italia (bandiera)  | C     | Paolo Zaccagnini    |
| -  | Italia (bandiera)  | A     | Antonio Criniti     |

## Risultati

### Campionato

#### Girone di andata
| Arbitro: | Messina (Bergamo) |

|                                                    |           |  |
| Legrottaglie 25’ Della Morte 28’ Corini 52’ (rig.) | Marcatori |  |

| Arbitro: | Trefoloni (Siena) |

|                              |           |  |
| Miccoli 51’ Gio. Tedesco 80’ | Marcatori |  |

| Arbitro: | Saccani (Mantova) |

|                                     |           |  |
| Maldini 40’ Inzaghi 50’ Seedorf 65’ | Marcatori |  |

| Arbitro: | Collina (Viareggio) |

|           |           |                                      |
| Rezaei 8’ | Marcatori | 20’ Saudati 42’ Di Natale 65’ Rocchi |

| Arbitro: | Saccani (Mantova) |

|                     |           |                       |
| Mutu 20’ Donati 53’ | Marcatori | 64’, 72’ Gio. Tedesco |

| Arbitro: | Farina (Novi Ligure) |

|                                  |           |  |
| S. Inzaghi 11’ Chiesa 84’, 90+1’ | Marcatori |  |

| Arbitro: | Gabriele (Frosinone) |

|                               |           |  |
| Zé Maria 6’ (rig.) Rezaei 29’ | Marcatori |  |

| Arbitro: | Trentalange (Torino) |

|                          |           |                                 |
| C. Panucci 67’ Totti 71’ | Marcatori | 39’ (rig.) Zé Maria 43’ Miccoli |

| Arbitro: | Palanca (Roma) |

|                                    |           |              |
| Caracciolo 38’ Zé Maria 87’ (rig.) | Marcatori | 81’ Ferrante |

| Arbitro: | Castellani (Verona) |

|                      |           |                |
| Cruz 30’ Signori 37’ | Marcatori | 45’ Caracciolo |

| Arbitro: | Morganti (Ascoli Piceno) |

|                                       |           |  |
| Fusani 14’ Miccoli 48’ Milanese 90+4’ | Marcatori |  |

| Arbitro: | Tombolini (Ancona) |

|  |           |                        |
|  | Marcatori | 22’ Miccoli 80’ Fusani |

| Perugia 8 dicembre 2002, ore 15:15 13ª giornata | Perugia           | 0 – 0 | Piacenza | Stadio Renato Curi\| Arbitro: \| Rizzoli (Bologna) \| |
| Arbitro:                                        | Rizzoli (Bologna) |       |          |                                                       |

| Arbitro: | De Santis (Tivoli) |

|                                    |           |             |
| Tare 24’, 40’ R. Baggio 88’ (rig.) | Marcatori | 64’ Miccoli |

| Arbitro: | Palanca (Roma) |

|  |           |                  |
|  | Marcatori | 90+1’ Camoranesi |

| Udine 12 gennaio 2003, ore 15:00 16ª giornata | Udinese           | 0 – 0 | Perugia | Stadio Friuli\| Arbitro: \| Cassarà (Palermo) \| |
| Arbitro:                                      | Cassarà (Palermo) |       |         |                                                  |

| Arbitro: | Bertini (Arezzo) |

|                                                |           |                     |
| Zé Maria 10’ (rig.) Vryzas 34’, 63’ Fusani 55’ | Marcatori | 79’ (rig.) C. Vieri |

#### Girone di ritorno
| Arbitro: | Messina (Bergamo) |

|               |           |  |
| Di Loreto 37’ | Marcatori |  |

| Arbitro: | Cassarà (Palermo) |

|                                       |           |           |
| Di Michele 1’ Cozza 27’ Bonazzoli 47’ | Marcatori | 3’ Rezaei |

| Arbitro: | Dondarini (Finale Emilia) |

|             |           |  |
| Miccoli 36’ | Marcatori |  |

| Arbitro: | Ayroldi (Molfetta) |

|               |           |           |
| Carparelli 7’ | Marcatori | 5’ Vryzas |

| Arbitro: | Bertini (Arezzo) |

|            |           |                            |
| Grosso 51’ | Marcatori | 30’ Adriano 72’ M. Ferrari |

| Arbitro: | Trefoloni (Siena) |

|                                |           |                       |
| Zé Maria 13’ (rig.) Grosso 43’ | Marcatori | 16’ Corradi 85’ Negro |

| Arbitro: | Trentalange (Torino) |

|                |           |            |
| G. Colucci 14’ | Marcatori | 34’ Vryzas |

| Arbitro: | Saccani (Mantova) |

|             |           |  |
| Miccoli 52’ | Marcatori |  |

| Arbitro: | Dattilo (Locri) |

|                   |           |            |
| Ferrante 65’, 79’ | Marcatori | 41’ Grosso |

| Arbitro: | Cassarà (Palermo) |

|            |           |             |
| Vryzas 33’ | Marcatori | 68’ Signori |

| Arbitro: | Nucini (Bergamo) |

|             |           |               |
| Amoruso 28’ | Marcatori | 90+1’ Miccoli |

| Arbitro: | De Santis (Tivoli) |

|                 |           |  |
| L. Pagliuca 78’ | Marcatori |  |

| Arbitro: | Bolognino (Milano) |

|                                                              |           |              |
| Di Francesco 5’ Campagnaro 36’, 63’ Hubner 41’ Ferrarese 80’ | Marcatori | 50’ Zé Maria |

| Perugia 3 maggio 2003, ore 15:00 31ª giornata | Perugia              | 0 – 0 | Brescia | Stadio Renato Curi\| Arbitro: \| Farina (Novi Ligure) \| |
| Arbitro:                                      | Farina (Novi Ligure) |       |         |                                                          |

| Arbitro: | Bertini (Arezzo) |

|                                  |           |                          |
| Trezeguet 25’ (rig.) Di Vaio 46’ | Marcatori | 36’ Miccoli 90+2’ Grosso |

| Arbitro: | Tombolini (Ancona) |

|  |           |                               |
|  | Marcatori | 75’ Jankulovski 87’ Jørgensen |

| Arbitro: | Trentalange (Torino) |

|                 |           |                         |
| Crespo 10’, 56’ | Marcatori | 46’ Obodo 89’ Di Loreto |

### Coppa Italia

#### Fase finale
| Arbitro: | Trefoloni (Siena) |

|                   |           |             |
| Flachi 67’ (rig.) | Marcatori | 39’ Miccoli |

| Arbitro: | Nucini (Bergamo) |

|                        |           |  |
| Vryzas 44’ Miccoli 89’ | Marcatori |  |

| Arbitro: | Saccani (Mantova) |

|              |           |                  |
| Zalayeta 43’ | Marcatori | 44’, 53’ Miccoli |

| Arbitro: | Paparesta (Bari) |

|                                   |           |  |
| Miccoli 84’ Zé Maria 90+5’ (rig.) | Marcatori |  |

| Perugia 6 febbraio 2003, ore 21:00 CET Semifinale – Andata | Perugia            | 0 – 0 referto | Milan | Stadio Renato Curi (12.000 spett.)\| Arbitro: \| Ayroldi (Molfetta) \| |
| Arbitro:                                                   | Ayroldi (Molfetta) |               |       |                                                                        |

| Arbitro: | Rodomonti (Teramo) |

|                        |           |                |
| Tomasson 41’ Nesta 52’ | Marcatori | 83’ Caracciolo |

### Coppa Intertoto UEFA

#### Terzo turno
| Arbitro: | Styles |

|                                |           |             |
| Bordon 66’ Ganea 70’ Seitz 89’ | Marcatori | 14’ Miccoli |

| Arbitro: | Perez Burrul |

|                            |           |           |
| Miccoli 74’ Berrettoni 89’ | Marcatori | 53’ Ganea |